# Tathwell
Tathwell är en ort och civil parish i Storbritannien.   Den ligger i grevskapet Lincolnshire och riksdelen England, i den sydöstra delen av landet, 200 km norr om huvudstaden London. Tathwell ligger 58 meter över havet och antalet invånare är 181.
Terrängen runt Tathwell är platt. Runt Tathwell är det ganska tätbefolkat, med 75 invånare per kvadratkilometer. Närmaste större samhälle är Louth, 4,2 km norr om Tathwell. Trakten runt Tathwell består till största delen av jordbruksmark.